# Noel Purcell
Patrick Joseph Noel Purcell, né le 23 décembre 1900 à Dublin (Irlande), où il est mort le 3 mars 1985, est un acteur irlandais.

## Biographie

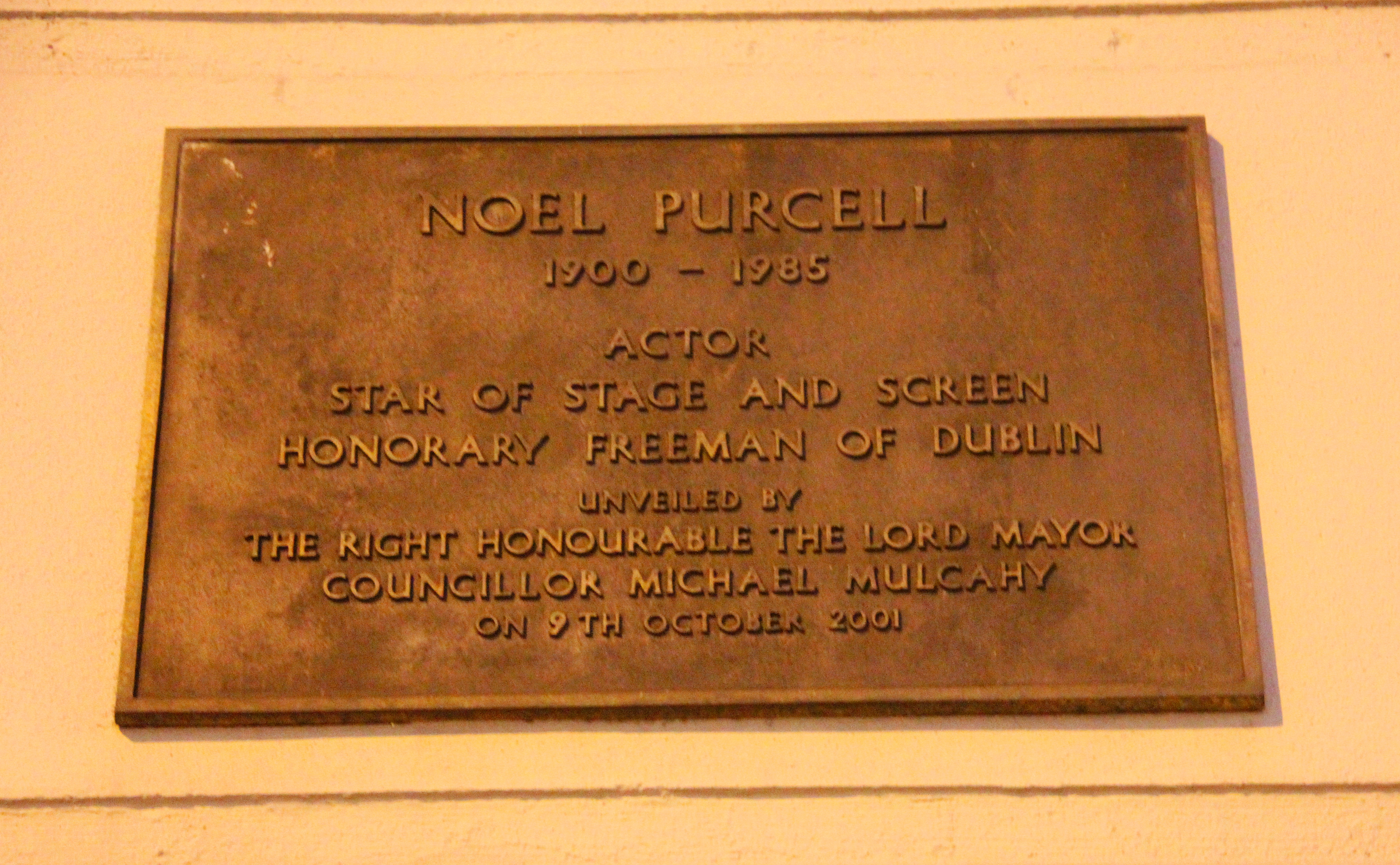
Plaque commémorative à Dublin

Noel Purcell débute au théâtre en 1912 (à douze ans), au Gaiety Theatre. Par la suite, il se produit entre autres dans le répertoire du vaudeville.
Au cinéma, il apparaît d'abord dans un film muet irlandais en 1926, puis dans trois premiers films parlants au cours des années 1930, avant de tourner régulièrement entre 1947 et 1973. Au total, il contribue à cinquante-huit films, britanniques surtout, mais aussi américains et irlandais — ou coproductions —, dont plusieurs bien connus (voir sa filmographie sélective ci-après). Mentionnons-en quatre : le film britannique Le Lagon bleu (1949) de Frank Launder ; le film américano-britannique Moby Dick (1956) de John Huston, où il interprète le charpentier — métier qu'il a exercé — (notons qu'ultérieurement, il retrouvera trois fois Huston, notamment pour son dernier film en 1973, Le Piège) ; le film irlandais Quand se lève la lune (1957) de John Ford ; et le film américano-britannique Lord Jim (1965) de Richard Brooks.
À la télévision, Noel Purcell collabore à quinze séries, entre 1955 et 1972, avant une ultime prestation en 1984. Citons Dans sept jours, le déluge, neuvième épisode de la Saison 4 de Chapeau melon et bottes de cuir (première série), diffusé en 1965, où il tient le rôle d'un charpentier excentrique, construisant une nouvelle 'Arche de Noé'.
Mort à 84 ans en 1985, il est inhumé au cimetière Deans Grange.

## Filmographie partielle

### Au cinéma
- 1935 : Jimmy Boy de John Baxter
- 1937 : Le Chevalier sans armure (Knight without Armour) de Jacques Feyder
- 1947 : Captain Boycott de Frank Launder
- 1947 : Huit Heures de sursis (Odd Man Out) de Carol Reed
- 1949 : Le Lagon bleu (The Blue Lagoon) de Frank Launder
- 1949 : Saints and Sinners de Leslie Arliss
- 1951 : Talk of a Million de John Paddy Carstairs
- 1951 : Appointment with Venus de Ralph Thomas
- 1951 : Sans foyer (No Resting Place) de Paul Rotha
- 1952 : Le Corsaire rouge (The Crimson Pirate) de Robert Siodmak
- 1952 : Father's Doing Fine d'Henry Cass
- 1952 : The Pickwick Papers de Noel Langley
- 1953 : Pages galantes de Boccace (Decameron Nights) d'Hugo Fregonese
- 1954 : Folle des hommes (Mad about Men) de Ralph Thomas
- 1954 : Toubib or not Toubib (Doctor in the House) de Ralph Thomas
- 1954 : Moana, fille des tropiques (The Seekers) de Ken Annakin
- 1954 : Svengali de Noel Langley
- 1955 : Rendez-vous à Rio (Doctor at Sea) de Ralph Thomas
- 1956 : Moby Dick de John Huston
- 1956 : La Vie passionnée de Vincent van Gogh (Lust for Life) de Vincente Minnelli
- 1956 : Jacqueline de Roy Ward Baker
- 1957 : Quand se lève la lune (The Rising of the Moon) de John Ford
- 1957 : Toubib en liberté (Doctor at Large) de Ralph Thomas
- 1958 : La Clef (The Key) de Carol Reed
- 1958 : Le Fou du cirque (Merry Andrew) de Michael Kidd
- 1959 : Tommy the Toreador de John Paddy Carstairs
- 1959 : L'Épopée dans l'ombre (Shake Hands with the Devil) de Michael Anderson
- 1959 : Visa pour Hong Kong (Ferry to Hong Kong) de Lewis Gilbert
- 1960 : Les Voyages de Gulliver (The 3 Worlds of Gulliver) de Jack Shyer
- 1960 : Les Dessous de la millionnaire (The Millionaress) d'Anthony Asquith
- 1960 : Man in the Moon de Basil Dearden
- 1961 : Johnny Nobody de Nigel Patrick
- 1962 : Les Révoltés du Bounty (Mutiny on the Bounty) de Lewis Milestone
- 1963 : Le Dernier de la liste (The List of Adrian Messenger) de John Huston
- 1963 : The Ceremony de Laurence Harvey
- 1963 : Le Deuxième Homme (The Running Man) de Carol Reed
- 1965 : Lord Jim de Richard Brooks
- 1966 : Doctor in Clover de Ralph Thomas
- 1966 : Drop Dear Darling de Ken Hughes
- 1967 : The Violent Enemy de Don Sharp
- 1969 : Davey des grands chemins (Sinful Davey) de John Huston
- 1969 : Where's Jack? de James Clavell
- 1971 : Flight of the Doves de Ralph Nelson
- 1973 : Le Piège (The Mackintosh Man) de John Huston

### À la télévision (séries)
- 1964-1966 : Le Saint (The Saint), saison 2 épisode 16 , On a trouvé du pétrole (The Wonderful War, 1964) ; saison 5 épisode 10 La Petite Fille perdue (Little Girl Lost, 1966) de Roy Ward Baker
- 1965 : Première série Chapeau melon et bottes de cuir (The Avengers), Saison 4, épisode 9 Dans sept jours, le déluge (A Surfeit of H²O) de Sidney Hayers
- 1967 : Les Espions (I Spy), Saison 3, épisode 7 Mais où est donc Kate ? (Now you see Her, Now you don't) d'Earl Bellamy

## Note et référence
1. ↑  D'après sa fiche d'état-civil (+ photo) sur "Find a Grave".